# Militärisches Cyber-Zentrum

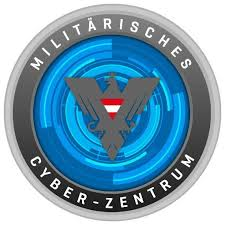
Das Logo des Militärischen Cyberzentrums (MilCyZ)

Das Militärische Cyber-Zentrum (MilCyZ) ist ein Bereich des Informations-Kommunikations-Technologie und Cybersicherheitszentrums  (IKT&CySihZ) des Bundesheeres. Es ist das zentrale Koordinierungs- und Kompetenzzentrum für die IKT- und Cyber-Sicherheit, und als österreichische Spezialeinheit (Special Cyber Unit - SCU) wesentlicher Träger der Cyber-Verteidigung (Cyber Defence) des Österreichischen Bundesheeres (ÖBH). Das Militärische Cyber-Zentrum ist auch verantwortlich für die IKT-Sicherheit auf allen IKT-Systemen und die Wahrnehmung der Funktionen des milCERT (Military Computer Emergency Readiness Team).

## Organisationsstruktur
Das MilCyZ ist in der Stifts Kaserne General Spannocchi in Wien untergebracht. Es stellt die Führungsfähigkeit im Rahmen der Cyber-Verteidigung (Cyber Defence) des Bundesministerium für Landesverteidigung im Einsatz und während der Einsatzvorbereitung, im Inland wie im Auslandseinsätzen, sicher. Es stellt Informationen und Unterstützungen für alle Kommanden und Dienststellen des Verteidigungsressorts und nach Bedarf auch für andere Bundesdienststellen zur Verfügung. Es unterstützt damit bei Bedarf und nach Anforderung, auch durch Assistenzleistungen oder im Rahmen der Amtshilfe, andere Bundesdienststellen mit verschiedenen Dienstleistungen für die Cyber-Sicherheit der Republik Österreich.
Zur Bereitstellung seiner Fähigkeiten ist das MilCyZ in fünf Abteilungen gegliedert:
- Cyber-Sicherheits Management
- Sicherheits-Architektur & Informationssicherheit
- Cyber-Sicherheits-Technik
- Cyber-Sicherheits-Operations-Zentrale
- Unterstützungszentrum EloKa

Leiter des „Militärischen Cyber-Zentrums“ ist Lambert Scharwitzl.

## Geschichte
1997 wurden eigene Teams für die Netzwerk- und Endgeräte Sicherheit im  Heeres-Datenverarbeitungsamt gebildet, in welchem von Beginn an nur speziell ausgebildetes Personal eingesetzt wurde.
Mit Wirkung vom 1. Dezember 2002 entstand im ÖBH ein eigenes Kommando für IKT-Aufgaben (Kommando Führungsunterstützung – KdoFüU), in dem Kompetenzen der IKT-Sicherheit in einer eigenen Abteilung IKT-Sicherheit aufgestellt, um das wachsende Erfordernis einer gesamtheitlichen Betrachtung der IKT-Sicherheit Rechnung zu tragen.
Darauf aufbauend wurde 2013 ein national und international wirkendes MilCERT (Military Computer Readiness Team) in der Abteilung IKT-Sicherheit etabliert, welches seither auch eine zentrale Rolle im „Österreichischen CERT-Verbund“ spielt.
Mit der Eingliederung weiterer Dienststellen der Führungsunterstützung in das KdoFüU im Jahr 2011 wurde das Führungsunterstützungszentrum (FüUZ) aufgestellt. Mit 1. Jänner 2017 wurde das Führungsunterstützungszentrum in Kommando Führungsunterstützung & Cyber Defence (KdoFüU&CD) (KdoFüU&CD) umbenannt.
Das KdoFüU&CD war von 2017 bis 2019 eine der drei Teilstreitkräfte des Österreichischen Bundesheeres, sowie als eines von vier Kommanden der oberen Führung direkt dem Bundesministerium für Landesverteidigung (BMLV) nachgeordnet. In dieser Teilstreitkraft des ÖBH wurde erstmals ein eigenes Zentrum für IKT- und Cybersicherheit (ZIKT&CySih) aufgestellt, in das die bisherige Abteilung IKT-Sicherheit integriert wurde. Dieses neue Zentrum verantwortete ab nun den gesamten Schutz elektronisch verarbeiteter Informationen und die Sicherheit der gesamten IKT-Landschaft des ÖBH gegen interne, nationale und internationale Bedrohungen und Angriffe aus dem Cyber-Raum.
Das Informations-Kommunikations-Technologie und Cybersicherheitszentrum (IKT&CySihZ) wurde als Nachfolgeorganisation des Kommando Führungsunterstützung und Cyber Defence mit 1. April 2019 in das Kommando Streitkräftebasis des Österreichischen Bundesheeres im Bundesministerium für Landesverteidigung (BMLV) eingegliedert. Mit dieser neuerlichen Umgliederung des Österreichischen Bundesheeres, wurde auch das ZIKT&CySih in  Militärisches Cyber-Zentrum umbenannt. Das Aufgabengebiet blieb dabei unverändert.

## Aufgabengebiet
Hybride Bedrohungen in Form von Cyberangriffen, taktischen Hacks sowie Spionage gefährden das sensible Cyber- und Informationsumfeld. Diese Angriffe haben meist ein Ziel: größtmöglichen Schaden in verschiedenen Lebensbereichen einer Gesellschaft zu verursachen.
Cyber-Experten des Bundesheeres reagieren in Zeiten der fortschreitenden Digitalisierung und Vernetzung auf diese sich ständig verändernden Bedrohungen. Sie sind der Dreh- und Angelpunkt des Militärs in den Bereichen Führungsunterstützung, Informations- und Kommunikationstechnologie, Cyber-Verteidigung oder Elektronische Kampfführung.

### Grundsatzauftrag
Dem Militärischen Cyber-Zentrum obliegt die Planung und Implementierung der Cyber-Sicherheitssysteme und -komponenten für den Schutz des Bundesheeres gegen Cyber-Angriffe. Diese Systeme werden laufend weiterentwickelt und an aktuelle Bedrohungen angepasst. In Kombination mit Beobachtungen, Bewertungen und Maßnahmen über Schwachstellen bei aktuellen Technologien, IT-Systemen und Komponenten des Heeres kann ein vollständiges Lagebild zur Cyber-Sicherheit erstellt werden.
Um fortlaufend alle Info- und Kommunikationssysteme auf ihre sicherheitstechnische Eignung für den Einsatz zu prüfen, erkennen die Experten mit Hilfe von sogenannten Audits frühzeitig Schwächen in Technologien, Produkten, Komponenten und Systemen.

### Die Cyber-Eingreiftruppe: Das milCERT und Aufbau von Cyber-Rapid-Response-Teams
Für den Fall eines Angriffs müssen ausreichende technische und personelle Kapazitäten zur Erkennung, Eindämmung und Abwehr bereitgehalten werden. Unverzichtbarer Bestandteil ist auch die Fähigkeit zur Erfassung und Darstellung der aktuellen Cyber-Lage. Um möglichst genaue und aktuelle Informationen zu Cyber-Sicherheitsvorfällen und aktuellen Erkenntnissen zu erhalten, steht das Zentrum im ständigen Austausch mit nationalen und internationalen Partnern. Das milCERT („military Computer Emergency Readiness Team“) koordiniert als Teil des Zentrums die Maßnahmen beim Auftreten von IT-Sicherheitsvorfällen und warnt vor Sicherheitslücken.
Das milCERT wirkt als Teil des österreichischen CERT-Verbundes zur Gewährleistung einer bestmöglichen IKT-Sicherheit. Es leistet einen wesentlichen Beitrag bei der Planung und Umsetzung proaktiver Maßnahmen zur Verhinderung von IKT-Sicherheitsvorfällen sowie bei der Reaktion auf kritische IKT-Sicherheitsvorfälle.

### Ausbildung zu Spezialisten: Die Cyber-Range
Da hochspezialisierte Kräfte nur begrenzt verfügbar sind, ist ein entsprechendes Training der Angehörigen der Armee erforderlich. Im Rahmen der Cyber-Range werden Übungen im Cyber-Umfeld koordiniert und Forschungsprojekte zusammen mit wissenschaftlichen Einrichtungen erarbeitet. Dabei werden aktuelle Cyber-Sicherheitstrends analysiert und in die Cyber-Verteidigungsverfahren des Bundesheeres eingearbeitet.

### Schutz von Informationen
Zur Ergänzung der technischen und taktischen Fähigkeiten müssen Informationssicherheit, cyberspezifische Risiken und das Zusammenwirken mit österreichischen und internationalen Partnern koordiniert werden. Das Zentrum betreibt ein umfassendes IKT- und Cyberrisikomanagement, eingebettet in ein „Information Security Management System“ und vertritt das Bundesheer in nationalen und internationalen Zulassungsbehörden.

### Elektronische Kampfführung
Als Teil der Cyber-Verteidigung ist das Zentrum auch für die Leistungen im Bereich Elektronische Kampfführung verantwortlich. Dabei werden die technischen Grundlagen bereitgestellt, die für den Eigenschutz und bei Assistenzleistungen für die Verteidigung fremder Systeme notwendig sind. Das Ziel ist die Gewinnung und Erhaltung der eigenen Führungsüberlegenheit, die Auftragserfüllung im nationalen und multinationalen Verbund und die Erhöhung der Überlebensfähigkeit der Truppe.